# Marquinhos Trad
Marcos Marcello Trad (Campo Grande, 28 de agosto de 1964) é um advogado e político brasileiro que serviu como 64.° Prefeito de Campo Grande de 2017 até sua renúncia ao cargo em 2022. Além de sua atuação política, ele também é reconhecido por seu trabalho como advogado e por sua participação em diversas comissões e conselhos, incluindo a Ordem dos Advogados do Brasil e o Tribunal de Justiça Desportiva de Mato Grosso do Sul.

## Biografia
Marquinhos Trad nasceu em 28 de agosto de 1964, em  Campo Grande no Mato Grosso do Sul. Filho de Nelson Trad e Therezinha Mandetta Trad, Marcos é casado com Tatiana Trad. Pai de quatro filhas, Andressa, Aline, Mariana e Alice, e avô da Lara e da Isabele. 
É advogado, formado pela Universidade Federal do Rio de Janeiro (UFRJ). Começou na política como vereador em 2004. Foi secretário municipal de Assuntos Fundiários antes de ser eleito para o primeiro mandato de deputado estadual em 2006, sendo reeleito em 2010 e 2014.Em 2016, foi eleito para o primeiro mandato como prefeito de Campo Grande, com 241.876 votos válidos.
Como advogado, integrou a seccional em Mato Grosso do Sul da Ordem dos Advogados do Brasil como conselheiro, presidindo em seguida a Comissão de Ética e Disciplina. Integrou e presidiu o Tribunal de Justiça Desportiva do estado (TJD-MS).  

## Carreira política
Eleito vereador em 2004, foi secretário municipal de Assuntos Fundiários na gestão do então prefeito André Puccinelli. Exerce atualmente o terceiro mandato como deputado estadual, sendo eleito pela primeira vez em 2006. Foi filiado ao PMDB, migrando para o PSD em 2016.
Em 2016, candidatou-se à prefeitura de Campo Grande pelo PSD. Se classificou para o segundo turno para disputar o segundo turno com 34,57% dos votos válidos, vencendo a disputa com 58,77% dos votos válidos. Deixou o cargo em 2022 para concorrer ao governo do Estado. Em 2020, renomeou a então subsecretaria Municipal da Juventude para Secretaria Municipal da Juventude de Campo Grande, SEJUV.
Nas eleições de 2022, concorreu ao governo do Mato Grosso do Sul e obteve o sexto lugar.

## Polêmicas e processos judiciais

### 2010

#### "impossível viver com R$ 11 mil"
Em dezembro de 2010, se envolveu em polêmica ao declarar durante sessão na Assembleia Legislativa que seria "impossível viver com 11 mil reais", referindo-se ao salário de cerca de 11 mil reais na época, que tinha sido recentemente reajustado para 12,3 mil reais.

### 2016

#### Empréstimo não pago
Em abril de 2016, foi revelado que o parlamentar, quando candidato à reeleição em 2014, obteve empréstimo de R$ 1,2 milhão junto ao jornal Correio do Estado. Essa quantia não teria sido declarada ao Tribunal Regional Eleitoral de Mato Grosso do Sul (TRE-MS), tampouco o empréstimo foi pago.

#### Vazamento de áudio
Em setembro, a revista Veja divulgou trechos de grampos telefônicos da Operação Coffee Break, que apurou esquema para cassar o mandato do então prefeito de Campo Grande Alcides Bernal, onde o vereador Flávio César (PSDB) pede ao ex-prefeito Nelson Trad Filho que acionasse Marquinhos para que angariasse votos para a cassação. Em nota, o deputado disse desconhecer o áudio e negou ter interferido no processo de cassação. “Não tenho conhecimento deste áudio, não participei deste processo, sou deputado estadual e não vereador”.

#### Multa do TRE/MS
Ainda em setembro, o empresário Arnaldo Britto de Moura Júnior afirmou em depoimento à Polícia Federal (PF) que arrecadou R$ 200 mil não declarados para a campanha de Marquinhos em 2014, o que o levou a ser multado pelo TRE-MS, e também acusou o deputado de usar telemarketing no período eleitoral. O parlamentar se defendeu dizendo que uma colaboradora de campanha indicou Moura Júnior, que ofertou uma doação. Multado, o empresário procurou Marquinhos para pedir ajuda, o que foi negado.

#### Denúncia alegando enganação
No fim de setembro, uma funcionária de uma instituição social denunciou Marquinhos ao Ministério Público Federal (MPF) após ser enganada em uma reunião de trabalho que seria um encontro com o candidato à prefeitura de Campo Grande. O deputado negou a acusação e afirmou que seria armação de adversários.

### 2022

#### Denúncia de crime sexual
Em 9 de novembro de 2022, foi denunciado por crimes sexuais contra 7 mulheres.

## Vida pessoal
Filho do ex-deputado federal Nelson Trad e de Therezinha Mandetta, irmão do ex-prefeito de Campo Grande, Nelson Trad Filho, e do ex-deputado federal Fábio Trad; graduou-se em Direito pela Universidade Federal do Rio de Janeiro (UFRJ).
Em dezembro de 2002 se casou com Tatiana Trad e com ela teve duas filhas, Mariana e Alice Trad.